# Interamerikanska utvecklingsbanken
Interamerikanska utvecklingsbanken (engelska: Inter-American Development Bank (IDB eller IADB)) är en multilateral utvecklingsbank som etablerades 1959 för att främja ekonomisk och social utveckling i Latinamerika och Karibien. IDB finansierar projekt inom olika sektorer som energi, transport, kommunikation, utbildning, hälsa och miljö. Banken har för närvarande 48 medlemsländer, varav majoriteten är från Amerika och Europa.
IDB har sitt huvudkontor i Washington, DC, USA och har ytterligare 28 kontor runt om i världen. Banken är finansierad genom medlemsavgifter, obligationsutgivning och lån från kapitalmarknaderna. 
IDB har ett flertal initiativ för att bekämpa fattigdom, främja jämställdhet och minska klimatförändringarna i Latinamerika och Karibien. Banken har även ett partnerskap med privata sektorn för att främja hållbar ekonomisk tillväxt i regionen.